# E-Zine
Ein E-Zine (auch: Webzine) ist eine Website im Stil einer Zeitschrift. Es bietet in der Regel redaktionelle Inhalte wie Artikel, Kolumnen oder Interviews. Diese können sowohl von professionellen Journalisten als auch ehrenamtlichen Autoren verfasst werden.
In der Aufmachung ist ein E-Zine dem klassischen Zeitschriftendesign nachempfunden. Darüber hinaus werden häufig Online-Community-Funktionen wie beispielsweise Diskussionsforen, ein internes Mailsystem, Bewertungsmöglichkeiten und Kommentarfunktionen implementiert. Im Gegensatz zu Communitys steht bei einem E-Zine jedoch nicht die Vernetzung der Benutzer, sondern der Inhalt („Content“) im Vordergrund. Community-Features sind bei einem E-Zine demnach fakultativ.
Während auch viele namhafte Zeitschriften ihre Artikel online stellen, publizieren E-Zines über verschiedene Content-Management-Systeme ausschließlich online.
Beispiele für E-Zines sind Blackpaper (Lifestyle), Phrack (Hackerthemen), oder laut.de (Musik).